# Nathan Kress
Nathan Karl Kress (født 18. november 1992) er en amerikansk skuespiller, som blandt andet kendes fra iCarly, hvor han spiller rollen som Freddie Benson, den tekniske producer, som altid bliver drillet af en af værten, Sam Pucket.
Han har spillet skuespil siden har var 3 år gammel.
Kress har haft mange små roller i serier, for eksempel var han med i en episode af Zack og Codys søde hotelliv, hvor han spillede en dreng i kørestol, der hed Jamie.